# Schalkse Ruiters
Schalkse Ruiters was een succesrijk Vlaams komisch televisieprogramma dat van 1996 tot en met 1998 werd uitgezonden. Het programma hield het midden tussen een komisch programma, praatprogramma en spelprogramma. Kijkers kregen telkens drie reportages te zien waarover zij moesten beslissen of deze echt waren of in scène gezet. De presentatie was in handen van Bart De Pauw en Tom Lenaerts.
"Schalkse Ruiters" maakte destijds ophef met haar vaak sensationele reportages, onvoorspelbare sfeer en aanstekelijke humor. Naar de slotaflevering van het eerste seizoen, toen toenmalige VRT-bestuurder Bert De Graeve te gast was, keken 2,166 miljoen mensen. Ook maakte het programma Bart De Pauw, Tom Lenaerts, Michiel Devlieger en het fictieve personage de man van Melle bekend bij een groot publiek.

## Concept
Het programma begon altijd met beelden van De Pauw en Lenaerts die vanuit een bos over een groot groen grasveld reden op paarden terwijl ze begeleid werden door heroïsche muziek uit de film "Flight of the Intruder", gecomponeerd door Basil Poledouris. Terwijl ze hun intrede deden in een soort boerendorp werden ze door de inwoners als helden onthaald. In het tweede seizoen kwam er een soortgelijk filmpje, maar dan meer aan de kust gesitueerd.
Schalkse Ruiters had als uitgangspunt dat kijkers niet altijd moesten geloven dat alles wat ze op tv zagen noodzakelijk echt is. Daarom lieten De Pauw en Lenaerts iedere aflevering drie reportages zien waarbij de kijkers, hun centrale gast en het studiopubliek moesten raden welke ervan echt of fictief waren. Het studiopubliek (door hen "Klein Vlaanderen" genoemd) kreeg dan telkens enkele seconden de tijd om te stemmen zodat men meteen kon afleiden hoeveel percent van de aanwezigen "waar" of "niet waar" had gestemd. Er werd ook elke week een centrale gast uitgenodigd (op één uitzondering na altijd een Bekende Vlaming of Nederlander) waarvan de identiteit pas tijdens het programma zelf werd bekendgemaakt en die mee moest nadenken over het waarheidsgehalte van de reportages.
Tussendoor maakten De Pauw en Lenaerts grapjes en vertoonden sketchfilmpjes met hen in de hoofdrol. Geregeld lachten ze ook wat om hun centrale gast door archiefbeelden te tonen of verborgencameraopnamen. Ook hier werden echte beelden vaak afgewisseld met filmpjes die in scène waren gezet.
Of de getoonde reportages echt waar waren, werd pas bekendgemaakt in het tweede deel van de reeks. Het eerste deel begon meestal om 20.30 u en duurde een uur. Vervolgens werd er een aflevering van de politieserie Heterdaad getoond. Na deze uitzending, meestal rond 22.30 u, volgde het tweede deel. Tijdens deze uitzending werd bekendgemaakt wat de juiste oplossingen van de reportages waren en welke kijker thuis een breedbeeldtelevisie gewonnen had.
Af en toe werden ook de kijkers thuis opgeroepen iets te doen rond de volgende uitzending. Meestal gebeurden deze acties onder de titel "Red Michiel", vernoemd naar Michiel Devlieger, de man die De Pauw en Lenaerts hiervoor inschakelden en in 1999 De Mol zou presenteren. De actie "Red Michiel" werd voor het eerst georganiseerd in de derde aflevering van het eerste seizoen.

## Voorgeschiedenis
Schalkse Ruiters begon in december 1996 op TV1 met Bart De Pauw en Tom Lenaerts als presentatoren. Oorspronkelijk zou Mark Uytterhoeven een van de copresentatoren worden, maar hij trok zich op het laatste moment terug. De Pauw was op dat moment bij een bepaald publiek bekend als acteur en scenarist van de komische reeks Buiten De Zone (1994-1996) en Lenaerts had zijn sporen verdiend in Uytterhoevens improvisatieprogramma Onvoorziene Omstandigheden (1994). Omdat De Pauw en Lenaerts nog relatief onbekende televisiefiguren waren, bereikte Schalkse Ruiters in het begin slechts een klein aantal kijkers.

## Succes
Het programma groeide pas na de tweede aflevering uit tot een hype. De Pauw en Lenaerts hadden voor hun derde reportage illegaal op de luchthaven van Zaventem weten binnen te dringen. De dag erna was deze uitzending groot medianieuws en haalde zelfs het journaal. Er ontstond een hele discussie over de veiligheid van de nationale luchthaven. Dankzij deze publiciteit trok Schalkse Ruiters ineens een massapubliek aan, dat trouw en enthousiast elke aflevering zou blijven volgen. Het eerste seizoen eindigde in maart 1997. Vanwege de drukbekeken slotaflevering volgde er van 7 december 1997 tot februari 1998 een tweede seizoen.
Schalkse Ruiters won zowel in 1996 als in 1997 Humo's Prijs van de Kijker. In 1997 ontving het programma samen met Terug naar Oosterdonk de De HA! van Humo.

## Running gags
- De Pauw en Lenaerts probeerden tijdens het eerste seizoen al sinds de eerste aflevering VRT-baas Bert De Graeve als gast in hun programma te krijgen. Elke episode bevatte wel een verwijzing of oproep om De Graeve hiertoe te motiveren. Tijdens de voorlaatste aflevering riepen De Pauw, Lenaerts en Michiel Devlieger hun kijkers massaal op overal in het straatbeeld spandoeken, opschriften, stickers, en boodschappen te verspreiden met de oproep: "Bert De Graeve, kom naar Schalkse Ruiters!". De oproep was een succes en die week was de slogan overal wel ergens te zien, zelfs op bus- en tramlijnen. In de eerstvolgende en laatste aflevering van het seizoen verscheen De Graeve ten slotte ook daadwerkelijk als gast in het programma. De uitzending brak kijkcijferrecords.
- Af en toe gingen De Pauw en Lenaerts tijdens sketches ergens aankloppen of aanbellen. Soms deed er dan een koppel van middelbare leeftijd open, die half verscholen achter de deur de camera te woord stonden. De vrouw leverde hierbij alle enthousiaste commentaar (vaak iets in de trant van: "Ja, ja, ja, inderdaad, ja..."). Wat de man zei werd door de vrouw overstemd, zodat hij zich meestal beperkte tot wat instemmelijk geknik of amper hoorbare "ja...ja...ja". Dit koppel werd al in de eerste aflevering van het eerste seizoen geïntroduceerd en was toen nog gewoon "de nieuwe bewoners van het oude huis van Dirk Sterckx in Hove" (die toen de speciale gast was).
- Ook bijzonder populair was het typetje: de man van Melle (gespeeld door Bart de Pauw). De Pauw had hem bedacht als een parodie op mensen die kost wat kost op tv willen verschijnen. De zielige aandachttrekker dook in elke aflevering op, meestal in de sketches. Hij begon zijn betoog altijd met het woord "Inderdaad!" en gebruikte om de haverklap het stopwoord "werkelijk". De man van Melle misbruikte zijn televisieoptredens altijd om vrouwen te smeken hem te verlossen uit zijn "eenzaamheid". Hierbij sloot hij altijd af door zijn adres te vermelden: de Koekoekstraat nr. 70 in Melle. Later werd in Melle een nieuwe straat de Koekoekstraat genoemd, als eerbetoon aan het personage.
- Als de presentatoren een vrouw te gast hadden, bijvoorbeeld Celie, de vrouw van Jean-Luc Dehaene, vertelden De Pauw en Lenaerts soms een erotisch getint verhaal met de desbetreffende vrouw in de hoofdrol. Tijdens hun verhaal werd het licht in de studio verduisterd. Net wanneer hun verhaal op zijn spannendst was en de seks zou beginnen, riep een van hen dan in de duisternis: "Op de prairiiiiiiiiiiiiiie!" Hierop sprong het licht weer aan, meestal met de camera op de vrouw gericht. Deze seksuele kreet werd ook tijdens hun sketchfilmpjes weleens bovengehaald en werd in de eerste aflevering van het tweede seizoen geïntroduceerd.
- Nog een running gag was de mop van "het carré confituurken". De Pauw en Lenaerts vertelden deze mop zonder clou al eens aan hun studiogasten en eindigden steevast hun vertelling op het moment dat de clou zou moeten komen. Hierbij sloten ze altijd af met de woorden: "Die bakker trekt zijn muts af en die zegt: ..." Daarop keken ze samen de gast glunderend in de ogen die absoluut niet wist wat er van hem verwacht werd.

## Sensatie
Afgezien van hun stunt op Zaventem haalden De Pauw en Lenaerts nog een aantal memorabele fratsen uit:
- Toen Bart Peeters te gast was (derde aflevering, eerste seizoen) kondigden De Pauw en Lenaerts hem aan met een liedje dat de begintune van Peeters' programma De (V)Liegende Doos parodieerde.
- Toen kunstkenner Jan Hoet te gast was (zevende aflevering, eerste seizoen), stelde De Pauw hem een naar eigen zeggen "simpel vraagje": "Wat is kunst?". Het werd een van de meeste vermakelijke afleveringen want zelfs De Pauw en Lenaerts werden door Hoet aan het lachen gebracht.
- In diezelfde aflevering reageerden De Pauw en Lenaerts op een nieuwsbericht dat al een tijdje de ronde deed. De Gouden Schoen van voetballer Franky Van der Elst was bij hem thuis gestolen en in een krantenartikel in Het Nieuwsblad en Het Laatste Nieuws verdacht hij de "Schalkse Ruiters" ervan er iets mee te maken te hebben. De Pauw en Lenaerts ontkenden dit, maar later bleek de Gouden Schoen toch onder hun bureau te liggen. De "diefstal" had met medeweten van Van der Elst plaatsgevonden en was dus niet meer dan een nieuwe stunt van De Pauw en Lenaerts.
- In de negende aflevering van het eerste seizoen interviewde Lenaerts Michelle Pfeiffer en in de tiende aflevering was de man van Melle te gast bij Pamela Anderson.
- Terwijl VTM eens op dezelfde avond (tiende aflevering, eerste seizoen) de prijzenshow Het Gouden Oog uitzond, maakten De Pauw en Lenaerts voortdurend allusies op het feit dat ze mogelijk de prijs voor "Beste televisieprogramma" hadden ontvangen (Het Gouden Oog had de avond ervoor al plaatsgevonden, maar werd pas op zondagavond op tv uitgezonden). Tijdens een van de stemrondes over een van hun reportages zoomde de camera achter De Pauw en Lenaerts' bureau waar onder hun stoelen duidelijk zichtbaar hun twee Gouden Ogen lagen. Op dat moment keken ze glunderend naar de camera.
- Tijdens de laatste uitzending van het eerste seizoen raakte bekend dat De Pauw en Lenaerts de tekst hadden ingezongen voor het popnummer "Ogen Zo Groen" van de B-Boys. Meteen werden meer mensen geïnteresseerd in het singletje dat ze voorheen hadden afgedaan als gewoon een zoveelste Vlaamse popsong.
- Enkele maanden voor het tweede seizoen van het programma begon haalden De Pauw en Lenaerts opnieuw het journaal, vanwege een uitgelekte stunt op de concurrerende televisiezender VTM. In een reclamespot voor een bepaald biermerk hadden ze sluikreclame voor hun eigen programma gemaakt. In het filmpje was te zien hoe De Pauw en Lenaerts, vermomd als Russische matrozen, via een taxichauffeur (Michiel Devlieger in vermomming) van hun schip naar een café werden gebracht waar het bier voor hen klaar stond. Het leek alsof ze Russisch spraken, maar als je de tekst achterstevoren terugspoelde hoorde je hoe ze zichzelf ontmaskerden en de kijkers opriepen naar "Schalkse Ruiters" op de VRT te kijken. VTM wist hier niets van, maar toen de stunt aan het licht kwam werd de spot meteen uit roulatie genomen. Toen later de eerste aflevering van het nieuwe seizoen "Schalkse Ruiters" werd uitgezonden nodigden De Pauw en Lenaerts de directeur van VTM, Mike Verdrengh, uit en gaven hun nederlaag toe. Nadat ze het desbetreffende filmpje vertoond hadden verklaarde Bart De Pauw echter: "Maar, we hadden natuurlijk nog andere filmpjes!". Hierop volgde de spot van Coca-Cola, waarbij verschillende vrouwen op een kantoor om 11.30 uur vol spanning uitkeken naar de komst van de man die een krat colaflesjes kwam afleveren. In het oorspronkelijke filmpje was dit een knappe man, nu bleek het de man van Melle te zijn.
- In de derde aflevering van het tweede seizoen besloten De Pauw en Lenaerts ook eens een onbekende Vlaming als gastpanellid te nemen in plaats van altijd een bekende Vlaming. Via het radioprogramma Hallo Hautekiet van Jan Hautekiet werd zo Luc Vande Walle uitgenodigd.
- In de vierde aflevering van het tweede seizoen hadden De Pauw en Lenaerts zanger Helmut Lotti te gast. De Pauw en Lenaerts toonden Lotti toen beelden van een van zijn recentste concerten. Vlak voor Lotti's show begon verschenen De Pauw en Lenaerts, zonder medeweten van de zanger, op het podium. Ze riepen het publiek op om na Lotti's eerste nummer niét te applaudisseren. De mensen in de zaal deden wat hen gevraagd was en een totaal gechoqueerde Lotti keek zichtbaar aangeslagen toen niemand voor hem klapte. Alhoewel De Pauw en Lenaerts het publiek enkel hadden gevraagd na het éérste nummer niét te applaudisseren en na alle overige nummers wel, had Lotti het toch moeilijk toen hij de beelden terugzag. Achteraf kregen De Pauw en Lenaerts kritiek op deze stunt die volgens sommigen toch wel iets te ver was gegaan. Lotti zelf zou, volgens geruchten, na de uitzending emotioneel haast ingestort zijn.
- In de zevende aflevering van het tweede seizoen presenteerde Michiel Devlieger eerst zelf het programma omdat "Bart en Tom ruzie zouden hebben gekregen over of ze nu Phaedra Hoste (De Pauws keuze), of Hugo Claus (Lenaerts' keuze) te gast zouden vragen?" Uiteindelijk werd hun "ruzie" bijgelegd door beide gasten uit te nodigen.
- In de achtste aflevering van het tweede seizoen was dokter Herman Le Compte te gast. De aflevering werd bijzonder leuk en de man wist zelfs De Pauw en Lenaerts aan het lachen te brengen. Zijn stopwoord "A jàààààààà" werd zelfs een tijdje een catch phrase. Vanwege het succes mocht hij een week later opnieuw terugkeren als gast, al werd er wel nog een tweede gast uitgenodigd.
- Tijdens diezelfde aflevering werd Michiel Devlieger ook ingeschakeld om Chris Dusauchoit op te speuren. De man bleek na een lange zoektocht uiteindelijk bij Phaedra Hoste (de gast in de vorige aflevering) te verblijven.

## Na Schalkse Ruiters
Schalkse Ruiters was tijdens haar twee seizoenen een opmerkelijk kijkcijferfenomeen. De Pauw en Lenaerts waren opeens volkshelden geworden en voor sommige mensen ook sekssymbolen. Het zou tot 2001 duren voor ze nog eens samen een programma presenteerden: "Mannen op de Rand van een Zenuwinzinking" waarin ze onderzochten hoe mannen vrouwen nog konden behagen tegenwoordig. Het programma werd ook druk en trouw bekeken, maar was toch minder populair dan haar voorganger. Een veelgehoorde kritiek was dat het te doelloos en vrouwonvriendelijk was. Toch werd hierdoor de legende van Schalkse Ruiters niet aangetast.

## Nederlandse versie
In 1998 verscheen bij RTL 4 een serie van 8 afleveringen "Schalkse Ruiters", geproduceerd door WolDiss Productions en gepresenteerd door Bas van Werven en Romek van Tiel. Regie was in handen van Marc Disselhoff en de eindredactie was in handen van Philip Woldringh. De serie had in Nederland minder succes dan de oorspronkelijke Vlaamse serie. De Pauw en Lenaerts verklaarden later dat deze Nederlandse versie hun format te strak volgde, tot zelfs de kleur van hun truitjes toe. Het programma werd nadien onder de naam De Firma List & Bedrog nieuw leven ingeblazen met Irene Moors als presentatrice.